# 烟水亭
29°43′29″N 115°58′51″E / 29.72472°N 115.98083°E
烟水亭位于中国江西省九江市浔阳区甘棠湖东北角，于2000年被列为江西省文物保护单位。

## 历史
在甘棠湖东北角的湖中有一岛，北宋周敦颐名之曰“浸月”，岛上之亭名为“浸月亭”。熙宁年间，周敦颐长子周寿在李公堤旁建“烟水亭”。后两亭俱毁。明万历二十一年（1593年），九江关督黄腾春在浸月亭旧址建新亭，名为烟水亭。后在亭旁增建镜波楼、众妙楼、翠照楼、仙合祠等建筑。清咸丰三年（1853年）俱毁于太平军攻九江之役。同治七年（1868年）僧古怀募修香火居中三重于遗址之上。同治十二年（1873年）德化县令陈鼐筹资在此重建浸月亭、船厅、亦亭等。光绪年间又增建纯阳殿、五贤阁、戏楼、焚香听雨轩等建筑。1972年建曲桥连于岸边。1987年于亭南建周瑜点将台。

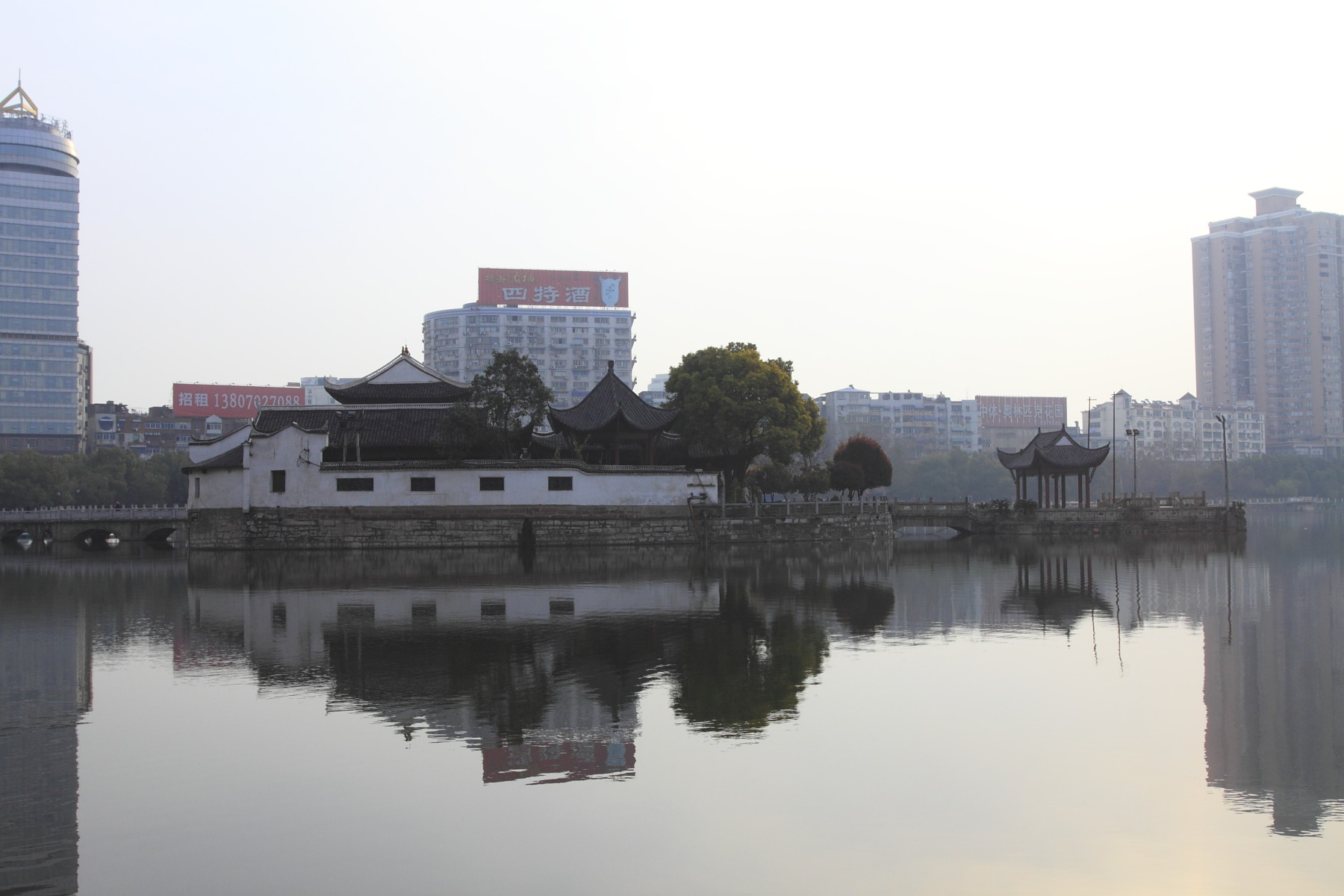
西侧